# Tony Bosković
Anton Bosković ou Tony Bosković, né le 27 janvier 1933 à Blato et mort le 16 juin 2022, est un arbitre de football yougoslave et australien. Il commença à arbitrer dès 1960, fut international de 1965 à 1982. Il fut le premier arbitre australien et océanien de la coupe du monde.

## Carrière
Il a officié dans des compétitions majeures :
- Coupe du monde de football de 1974 (1 match)
- Coupe du monde de football des moins de 20 ans 1981 (2 matchs)
- Coupe du monde de football de 1982 (1 match)